# 陸別インターチェンジ
陸別インターチェンジ（りくべつインターチェンジ）は、北海道足寄郡陸別町で事業中の十勝オホーツク自動車道のインターチェンジである。

## 歴史
- 2014年（平成26年）8月8日 : 整備計画の変更により陸別町陸別 - 陸別町小利別間の建設凍結は解除され、当面着工しない区間は足寄町 - 陸別町陸別に縮小[1]。
- 2021年（令和3年）7月30日 : 整備計画変更により、当IC - 足寄IC間の建設凍結は解除された[2]。
- 未定 : 陸別IC - 陸別小利別IC間開通に伴い供用開始予定。

## 周辺
- 陸別町役場
- りくべつ宇宙地球科学館
- 陸別小学校
- 陸別中学校
- 道の駅オーロラタウン93りくべつ
- ふるさと銀河線りくべつ鉄道

## 接続道路
直接接続
- 国道242号

## 隣
E61 十勝オホーツク自動車道
(1) 足寄IC  -（事業中）-  陸別IC（仮称）（事業中）  -（事業中）-  陸別小利別IC